# Rivières (Charente)
Rivières település Franciaországban, Charente megyében. Lakosainak száma 2023 fő (2022. január 1.). Rivières Agris, Brie, Les Pins, Taponnat-Fleurignac és La Rochefoucauld-en-Angoumois községekkel határos.

## Népesség
A település népessége az elmúlt években az alábbi módon változott:
| Lakosok száma | 1106 | 1484 | 1587 | 1894 | 1927 | 1985 | 1999 | 1996 | 2007 | 2023 |
|               | 1968 | 1982 | 1990 | 2006 | 2013 | 2015 | 2017 | 2019 | 2020 | 2022 |